# Tidiane Leye
Tidiane Leye (18 april 2006) is een Belgisch voetballer van Senegalese afkomst die onder contract ligt bij RFC Seraing.

## Clubcarrière
Leye begon zijn jeugdopleiding bij Zulte Waregem, de club waar zijn vader Mbaye op dat moment voetbalde. Daar bleef hij ook voetballen na het (nieuwe) vertrek van zijn vader bij de club. Later volgde hij zijn vader naar Standard Luik en RFC Seraing.
Op 8 september 2024 maakte hij zijn officiële debuut voor het beloftenelftal van Seraing in de Tweede afdeling: op de derde competitiespeeldag kreeg hij een basisplaats tegen Crossing Schaerbeek. Een week later scoorde hij tegen CS Onhaye zijn eerste doelpunt in het nationale voetbal. Op 30 oktober 2024 maakte hij vervolgens zijn officiële debuut voor het eerste elftal van de club: in de bekerwedstrijd tegen OH Leuven (2-0-nederlaag) liet zijn vader hem een uur meespelen. Op 28 januari 2025 volgde uiteindelijk ook zijn debuut in Eerste klasse B: tegen Lierse SK (0-2-nederlaag) mocht hij in de 79e minuut invallen.

## Clubstatistieken
| Seizoen         | Club            | Land            | Competitie           | Competitie | Competitie | Beker | Beker | Supercup | Supercup | Europees | Europees | Totaal | Totaal |
| Seizoen         | Club            | Land            | Competitie           | Wed.       | Dlp.       | Wed.  | Dlp.  | Wed.     | Dlp.     | Wed.     | Dlp.     | Wed.   | Dlp.   |
| --------------- | --------------- | --------------- | -------------------- | ---------- | ---------- | ----- | ----- | -------- | -------- | -------- | -------- | ------ | ------ |
| 2024/25         | RFC Seraing U23 | Vlag van België | Tweede afdeling ACFF | 4          | 1          | —     | —     | —        | —        | —        | —        | 4      | 1      |
| 2024/25         | RFC Seraing     | Vlag van België | Eerste klasse B      | 1          | 0          | 1     | 0     | —        | —        | —        | —        | 1      | 0      |
| Carrière totaal | Carrière totaal | Carrière totaal | Carrière totaal      | 5          | 1          | 1     | 0     | 0        | 0        | 0        | 0        | 6      | 1      |

Bijgewerkt op 18 februari 2025.
1 Galjé ·
2 Sylla ·
4 Tshibuabua ·
6 Cachbach ·
8 Kilota ·
9 Elisor ·
10 Marius ·
11 Abanda ·
12 Bernier ·
14 Guillaume ·
15 Lahssaini ·
16 Martin ·
18 Poaty ·
20 Ba ·
21 Sambu ·
23 Lepoint ·
30 Dietsch ·
34 Trémoulet ·
35 Conceição ·
40 Opare ·
52 Serwy ·
53 D'Onofrio ·
61 Silini ·
67 Renzulli ·
70 Solheid ·
Coach: Jeunechamps